# Härter-Verlag
Der Härter Verlag (Eigenschreibweise: HÄRTER Verlag) ist ein unabhängiger, deutscher Buchverlag mit Sitz in Reutlingen in Baden-Württemberg. Der Verlag vertreibt Kinderbücher und Märchen-Musicals mit Aufführungslizenz. Außerdem verlegt der Härter-Verlag Kochbücher und Ratgeber von Influencern.

## Verlagsgeschichte
Simone Härter (geb. 1970) gründete den Verlag im Jahr 2006 nach der Geburt ihrer ersten Tochter. Der Fokus lag zunächst ausschließlich auf Kinderbüchern und speziell auf Märchen-Musicals. Die erste Veröffentlichung war der Longseller Gestatten, Froschkönig!, ein Kindermusical-Buch mit beiliegender Lieder-CD. Es folgten weitere Märchen-Musicals. Nach dem Erfolg der Musical-Bücher baute der Verlag diese Sparte aus und ging dazu über, zusätzliche Aufführungslizenzen für ihre Märchen-Musicals anzubieten. Die Musicals werden seitdem von Kinderchören und Kindergesangsgruppen öffentlich aufgeführt. 2015 erweiterte der Verlag sein Angebot um Koch- und Backbücher. 2020 kamen Ratgeber hinzu.
2017 wechselte Simone Härter vom Nebenerwerb mit dem Verlag in den Haupterwerb. Dafür war der Verlag 2018 zur Wahl des überzeugendsten Startups in der Region Neckar-Alb nominiert.
Zu den bekannten Autoren, die im Härter-Verlag ihre Bücher veröffentlichen, gehören die Food-Influencerinnen Sally Özcan und Ayşe Şen und der vegane Influencer Phillip Steuer. Mehrere dieser Werke standen auf den  Spiegel-Bestsellerlisten.
Der Härter-Verlag ist Mitglied im Netzwerk unabhängiger Verlage „Schöne Bücher“.

## Veröffentlichungen (Auswahl)
- Simone Härter, Ulrike Härter, Tanja Donner: Gestatten, Froschkönig. 2006; Neuauflage 2021, ISBN 978-3-942906-48-7.
- Simone Härter, Asita Djavadi, Jan Röck, Tanja Donner: Jule Rapunzel. 2009, ISBN 978-3-9810807-6-6.
- Simone Härter, Asita Djavadi, Jan Röck, Tanja Donner: Rotkäppchens Wolf. 2014, ISBN 978-3-942906-18-0.
- Simone Härter, Asita Djavadi, Jan Röck, Tanja Donner: Rumpelstilzchens Glück. 2011, ISBN 978-3-9810807-9-7.
- Sally Özcan: Sallys Rezepte für Kinder. 2015, ISBN 978-3-942906-25-8.
- Sally Özcan: Sallys Classics. Klassische und moderne Kuchen und Torten. 2016, ISBN 978-3-942906-27-2.
- Sally Özcan: Sallys Türkische Küche. Mediterrane und orientalische Rezepte für jeden Tag. 2017, ISBN 978-3-942906-29-6.
- Simone Härter, Tanja Donner: Ritter Chili im Einhornwald.  2018, ISBN 978-3-942906-30-2.
- Marius Stark, Sally Özcan: Sallys Food Fotografie. Geniale Tipps & Tricks für Anfänger und Fortgeschrittene. 2018, ISBN 978-3-942906-31-9.
- Julie Larsson, Timo Grubing: Die Handball-Detektive. Alarm in der Arena. In Zusammenarbeit mit der Europäischen Handballföderation. 2019; 3. Auflage, 2023  ISBN 978-3-942906-36-4.
- Sally Özcan: Sallys Backen für jeden Anlass. 2020, ISBN 978-3-942906-41-8.
- Gaby Hauptmann: Dein Liebeskummer. 2021, ISBN 978-3-942906-47-0.
- Sven Bach, Derek Zieker-Fischer: F**k you Hämorrhoiden: Tabus brechen mit Gesundheits- und Ernährungstipps. 2023, ISBN 978-3-942906-59-3.
- Simone Härter, Cyrus Naimi, Saeno Production: Handballgang: Auf der Spur der geheimen Formel. 2023, ISBN 978-3-942906-64-7.
- Ayşe Şen: Ayses Rezepte. 2023, ISBN 978-3-942906-62-3.
- Ayşe Şen: Ayşe'nin yemek tarifleri: Günlük kullanıma uygun, leziz ve pratik. 2023, ISBN 978-3-942906-63-0.
- Philipp Steuer[4]: Ich wollte nie Veganer sein, 2022, ISBN 978-3-942906-56-2

## Belege
1. ↑  Im Wald entsteht eine echte Freundschaft. In: Schwäbische Zeitung. 13. Mai 2013, abgerufen am 29. Februar 2024.
2. ↑  Frank Pieth: Wählen Sie das überzeugendste Start-up 2018 aus der Region Neckar-Alb. In: Reutlinger General-Anzeiger. 11. Juni 2018, abgerufen am 29. Februar 2024.
3. ↑  HÄRTER Verlag. In: Schöne Bücher. 5. Februar 2023, abgerufen am 3. Februar 2024.
4. ↑  Philipp Steuer I Veganer Influencer | Bestseller-Autor I Unternehmer. Abgerufen am 29. Februar 2024 (deutsch).